# Айдослу Мехмед-паша
Айдослу Мехмед-паша, также известный, как Айдос Мехмет-паша — османский государственный и военный деятель XVIII века. 
Наиболее известен тем, что был начальником крепости Измаил во время осады 1790 года в ходе Русско-турецкой войны 1787-1791 годов. После битвы попал в плен к русским войскам.
Позже он вернулся на османскую службу и в 1790 году был назначен бейлербеем Анатолийского эялета, а в 1791 — Румелийского эялета.

## Примечание
1. ↑  Русскими войсками взята турецкая крепость Измаил. Президентская библиотека имени Б. Н. Ельцина. Дата обращения: 3 декабря 2020. Архивировано 28 сентября 2020 года.
2. ↑  Ahmet Cevdet Paşa, Cevdet Tarihi, s. 130– 133
3. ↑  Uzunçarşılı, İ.H. Kütahya Şehri, İstanbul Devlet Matbaası, 1932, s, 170